# Dobajnica
Dobajnica (nemško Dobeinitz) je naselje v Občini Hodiše v Okraju Celovec-dežela na Koroškem v Avstriji.